# بيل ديني
وليام جوزيف «بيل» ديني , الصليب العسكري ( 6 ديسمبر 1872 - 2 مايو 1946) كان صحفي و محامي و سياسي و جندي تزيين جنوب أسترالي . 

## النشأة
وليام جوزيف ديني ولد في أديليد في جنوب أستراليا , في 6 ديسمبر 1872 , كان واحد من بين 3 أطفال لتوماس جوزيف ديني و زوجته أني , ارتاد كلية الأخوة المسيحيين، في أديليد. ثم عمل لاحقاً في مكتب البريد العام ككاتب طقس عند السير تشارلز تود.

## الحرب العالمية الأولى

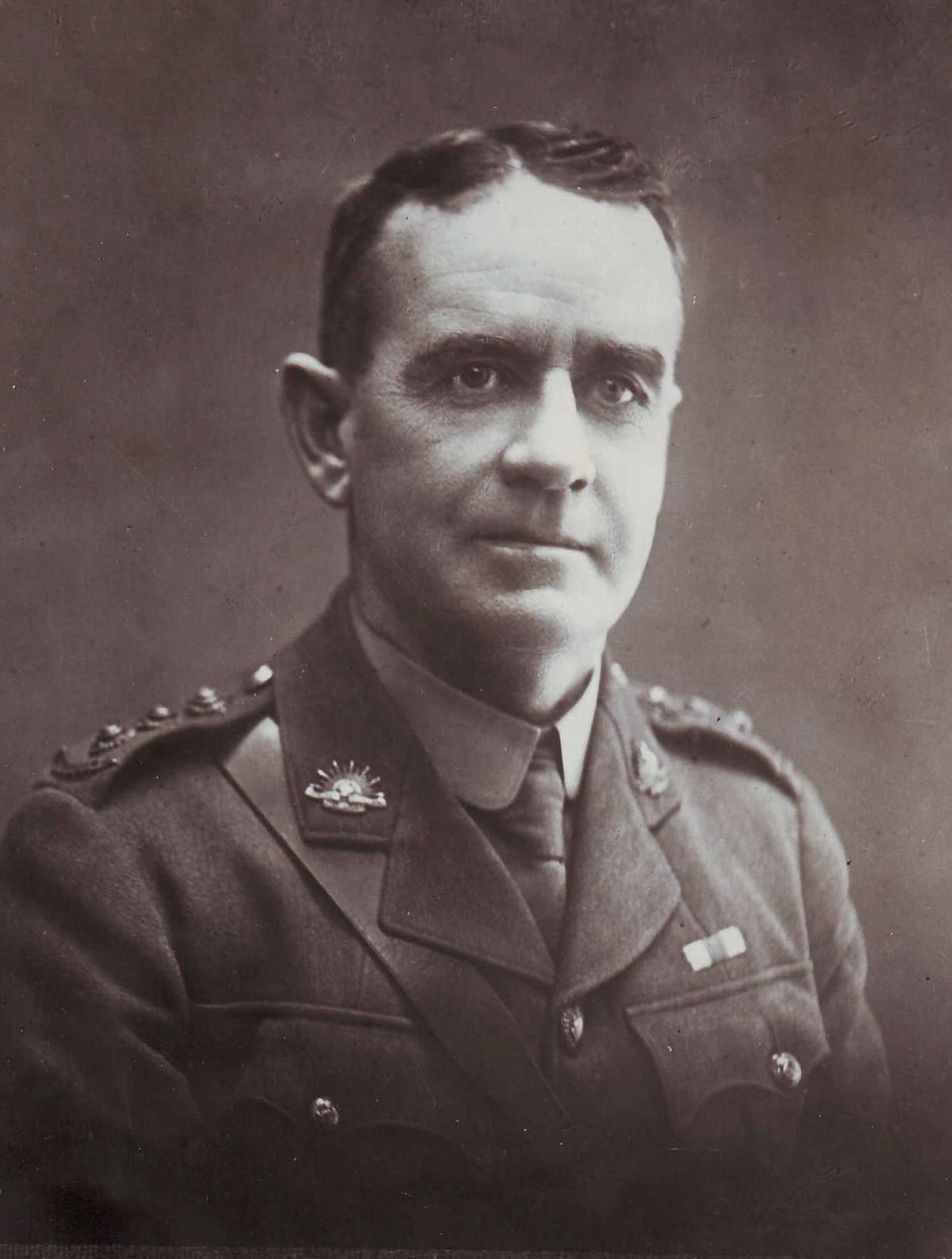
الكابتن وليام جوزيف ديني